# Соко (Источна Илиџа)
 Соко је урбано насеље и градска четврт Источног Сарајева, а налази се на територији општине Источна Илиџа. Представља блоковско насеље, а припада ширем насељу Добриња 1.
Насеље је настало након потписивања Дејтонског мировног споразума, а изградили су га Срби избјегли са Илиџе, а кроз организовање стамбене задреуге и удруженим новчаним средствима, покренули градњу овог насеља. Стамбено насеље Соко је једно од првих насеља плански грађених на територији Српског Сарајева.
Насеље је изграђено за потребе борачких категорија из бивших општина Српског Сарајева, претежно са Илиџе. У четврти Соко тренутно су изграђена четири блока зграда, а у изградњи су и нови стамбени блокови. На територији ове четврти, у посљератном периоду, а на простору данашње аутобуске станице, фудбалски клуб Жељезничар је планирао да изгради стадион, али је тај стадио изграђен у Насељу старосједилаца.

## Положај
Насеље се налази у централном дијелу Источног Сарајева, а оивичено је улицама Српских владара, Доктора Миодрага Лазића, Дабробосанска и Академика Петра Мандића. Са његове сјеверне стране налази се насеље Вељине, са јужне стране налази се насеље Добриња 1, са источне насеље Капија града, а са западне насеље Добриња 4.

## Карактеристике
Насеље Соко је дефинисано као урбано насеље и у потпуности је блоковског типа. Саобраћај у насељу се одвија кружно, чиме су спојени сви блокови.

### Градска аутобуска станица
У склопу насеља Соко, а у годинама након рата је изграђена градска аутобуска станица Источно Сарајево, док је у непосредној близини насеља и тројелбуска окретница, која се налази на територији Федерације БиХ.

### Заједничке институције БиХ
Једна од заједничких институција на нивоу Босне и Херцеговине, које се налазе на територији Источног Сарајева, Aгенција за превенцију корупције и координацију борбе против корупције, смјештена је у насељу Соко. Агенција је смјештена у Дабробосанској улици на броју 26-28.

## Слике
- Аутобуска станица Источно Сарајево
- Стамбени блок

## Становништво
| Демографија | Демографија | Демографија |
| Година      | Становника  | Становника  |
| ----------- | ----------- | ----------- |